# Pikisaari (Turku)
Pikisaari est un quartier de la ville de Turku en Finlande. 